# Epistolele pauline
Termenul de epistole pauline este folosit de obicei cu referire la paisprezece cărți incluse în canonul Noului Testament și atribuite tradițional lui Pavel (apostol), cele mai multe pe baza unei identificări în text a autorului. Doar una este de fapt anonimă, Epistola către evrei. Dintre cele treisprezece care se pretind pauline, unora le este contestată autenticitatea de către criticii contemporani — cu alte cuvinte, ar fi pseudonime. Există un număr de alte texte necanonice care se revendică a avea o legătură cu Pavel.

## Epistolele canonice
| Epistola       | Opinia critică actuală |
| -------------- | ---------------------- |
| Romani         | autentică              |
| 1 Corinteni    | autentică              |
| 2 Corinteni    | autentică              |
| Galateni       | autentică              |
| Efeseni        | indecisă               |
| Filipeni       | autentică              |
| Coloseni       | indecisă               |
| 1 Tesaloniceni | autentică              |
| 2 Tesaloniceni | indecisă               |
| 1 Timotei      | pseudonimă             |
| 2 Timotei      | pseudonimă             |
| Tit            | pseudonimă             |
| Filimon        | autentică              |
| Evrei          | ne-paulină             |

## Împărțirea epistolelor canonice după autenticitate

### Indisputabil autentice
Romani, 1 și 2 Corinteni, Galateni, 1 Tesaloniceni, Filipeni și Filimon sunt considerate în mod consensual drept autentice.

### Deuteropauline
Părerile specialiștilor sunt împărțite în ce privește autenticitatea epistolelor 2 Tesaloniceni, Efeseni și Coloseni. Asupra autenticității lor nu există consens științific. De exemplu în 1 Corinteni învierea este în trup, la revenirea lui Isus de la sfârșitul lumii. În Efeseni viziunea asupra sfârșitului lumii este tocmai cea combătută în 1 Corinteni, și anume că credincioșii ar fi deja înviați cu Hristos și ar domni cu Hristos în locurile cerești. Această contradicție îi face pe unii cercetători să creadă că Pavel a scris 1 Corinteni dar nu și Efeseni. Viziunea din 1 Tesaloniceni era că sfârșitul lumii era iminent, putea veni în orice moment, în timp ce în 2 Tesaloniceni „Pavel” le spune tesalonicenilor că sfârșitul nu poate veni încă, deoarece nu s-au petrecut anumite evenimente. Acesta este un motiv de îndoială că ambele epistole au fost scrise de Pavel.

### Pastorale
Cei mai multi cercetători sunt convinși că Pavel nu a scris aceste epistole (1 și 2 Timotei și Tit). În limba greacă stilul lor și vocabularul folosit sunt foarte diferite de cele folosite de Pavel în epistolele indisputabil autentice, plus că bisericile căror se adresa Pavel în epistolele indisputabil autentice erau comunități charismatice (fiecare credincios contribuia conform darului propriu la funcționarea bisericii), lipsite de conducători, iar femeile aveau sarcini importante în funcționarea acestor biserici (o femeie, Iunia, era considerată de Pavel drept prima între apostoli) în timp ce în epistolele pastorale bisericile au episcopi și diaconi (o întreagă ierarhie), iar femeile nu au voie să joace niciun rol în viața acestor comunități bisericești, trebuind să tacă din gură și să asculte de bărbații lor, pentru a păzi astfel Biserica de rătăcirea diavolească; conform acestei concepții femeile se pot mântui doar prin nașterea de copii.
Ele sunt considerate creații ale unor discipoli ai lui Pavel la a doua sau a treia generație față de el.

### Epistola atribuită lui Pavel din greșeală
Epistola către evrei a fost publicată în mod anonim, „deși autorul ei voia să crezi că el este Pavel”. Opinia critică majoritară este că a fost atribuită în mod fals lui Pavel, „deși destui savanți creștini din primele secole ale creștinismului și-au dat seama că ea nu a fost scrisă de Pavel, lucru cu care cercetătorii de azi sunt de acord.”

## Diversele escatologii pauline
Abordarea escatologiei inaugurate⁠(en)[traduceți] a fost dezvoltată pentru prima dată de Geerhardus Vos, în special în lucrarea sa din 1930, The Pauline Eschatology. Mai târziu, Oscar Cullmann a căutat să combine „escatologia aprofundată” a lui Albert Schweitzer cu „escatologia realizată” a lui C. H. Dodd. Cullmann a sugerat analogia dintre Ziua D și Ziua V pentru a ilustra relația dintre moartea și învierea lui Isus, pe de o parte, și a lui A doua venire pe de altă parte.
Epistola către Coloseni are o escatologie încheiată. Evanghelia după Luca deja abandonase escatologia iminentă, specifică primilor creștini. Consensul academic ar susține că Isus și, după el, primii creștini, au înțeles sfârșitul lumii ca fiind iminent. Pavel scria la 1 Corinteni „Că El va veni din nou, probabil în timpul vieții lor.”

## Texte necanonice
- A treia epistolă către corinteni (canonică pentru o vreme în Biserica Armeană)
- Epistola către laodiceni
- Epistola corintenilor către Pavel
- Faptele lui Pavel și ale Theclei
- Faptele lui Petru și ale lui Pavel
- Prima apocalipsă a lui Pavel
- A doua apocalipsă a lui Pavel
- Evanghelia lui Pavel
- Predica lui Pavel
- Cartea legărilor șerpilor
- en Corespondența dintre Pavel și Seneca Arhivat în 15 noiembrie 2010, la Wayback Machine.